# 克烏謝尼區
克乌谢尼區（羅馬尼亞語：Raionul Căuşeni）是摩爾多瓦東南部的一個區，東臨德涅斯特河，南鄰烏克蘭。面積821平方公里。2004年人口90,612人，首府克乌谢尼。現時東部有部分地區由德涅斯特河沿岸佔領。